# Diploblàstia
La diploblàstia és una condició de la blàstula en la qual hi ha dues capes germinatives primàries: l'ectoderma i l'endoderma.
Els organismes diploblàstic són aquells que es desenvolupen a partir d'aquesta blàstula i inclouen els cnidaris i ctenòfors, antigament agrupats en el fílum Coelenterata, però que coneixements posteriors de les seves diferències els han portar a fílums separats.